# آیوری کونو
آیوری کونو (انگلیسی: Ayuri Konno؛ زادهٔ ۱۰ ژانویهٔ ۱۹۹۷) بازیگر اهل ژاپن است.